# 范疇 (作家)
范疇（1955年—2023年11月6日）台灣作家、企業家。

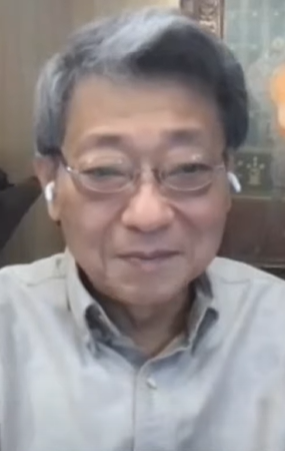
范疇

畢業於新加坡國家初級學院、國立臺灣大學哲學系、哥倫比亞大學哲學碩士，其後曾於美國、新加坡、台灣、中國大陸創業逾30年，跨足經營戰略、區域經濟開發、教育、數位出版、連鎖零售、遊戲等各領域，亦熱衷出版著作、在政論節目評論時政。2023年11月6日凌晨因心血管疾病在家中去世，享年68岁。

## 著作
- 《與習近平聊聊台灣和中國》
- 《與中國無關》
- 《與中國無關：第二季襲來！！三十年後的三種台灣》
- 《中國是誰的？從台北看北京》
- 《台灣是誰的？》
- 《台灣最後的機會窗口》
- 《被迫一戰，台灣準備好了嗎?：台海戰爭的政治分析》

## 外部連結
- 范疇的Facebook專頁
- 范疇文集的Facebook專頁
- 范疇前哨預測營 （页面存档备份，存于）